# Каспутите, Маргарита
Маргарита Каспутите (лит. Margarita Kasputytė;  1991) — литовская шашистка (международные шашки, бразильские шашки и русские шашки). Многократная чемпионка Литвы среди женщин (по бразильским шашкам - трижды, по русским - единожды).
FMJD-Id: 14954

## Спортивные результаты
Чемпионат Литвы по бразильским шашкам среди женщин
1 место - 2008, 2010, 2011
Чемпионат Литвы по русским шашкам среди женщин
1 место - 2010
2 место - 2013
3 место - 2012